# Columbus, Montana
Columbus är administrativ huvudort i Stillwater County i Montana. Det var av stor ekonomisk betydelse för orten när Montana Sandstone Company valdes som leverantör för stenen i delstatens kapitoliumbyggnad i Helena.